# Subaru Leone
De Subaru Leone is een auto die door Subaru werd geproduceerd van 1971 tot 1994 in drie series.

## Geschiedenis
De eerste generatie Leone liep van oktober 1971 tot juni 1979 van de band.

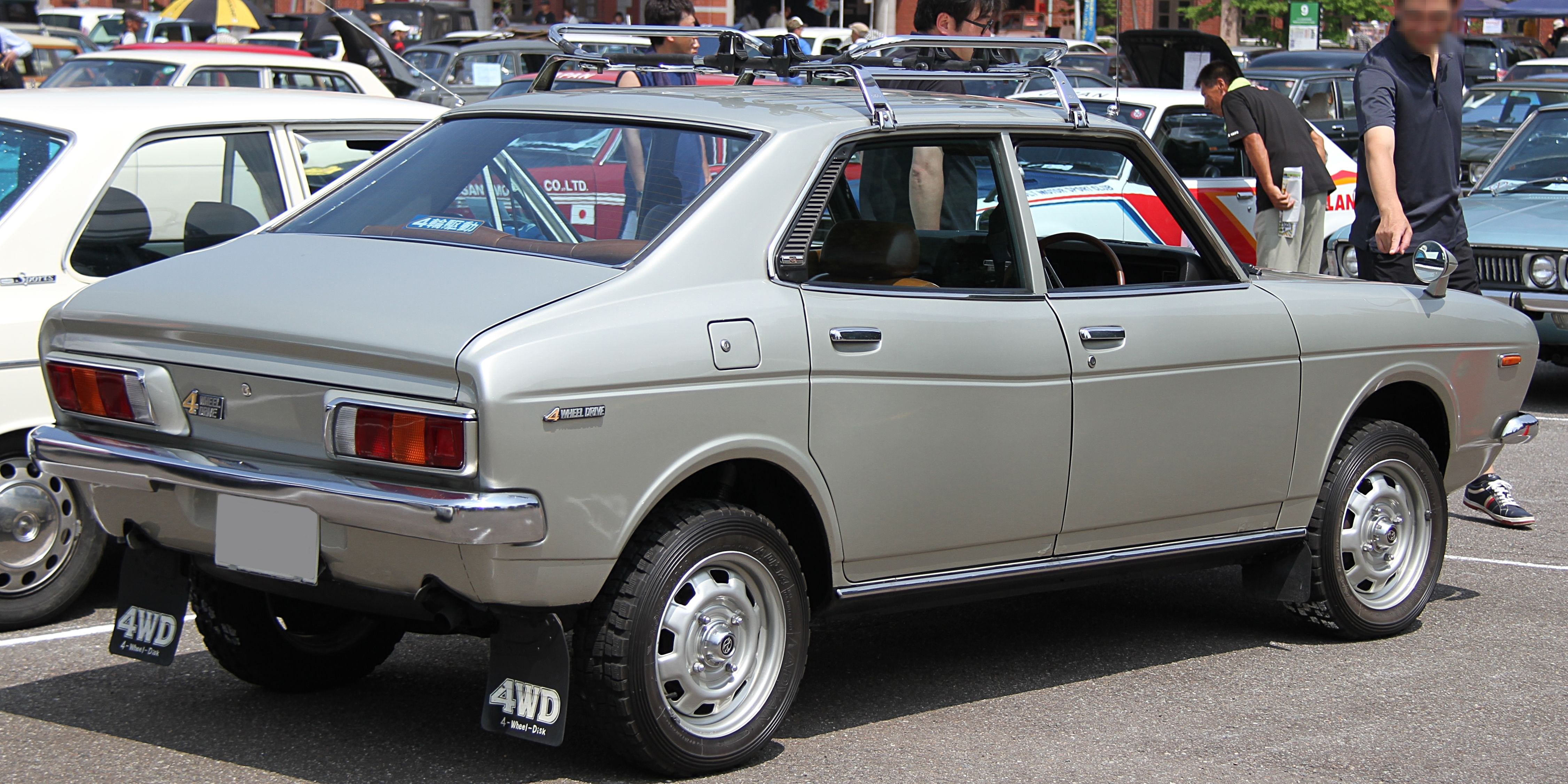
Subaru Leone sedan (1971-1979)
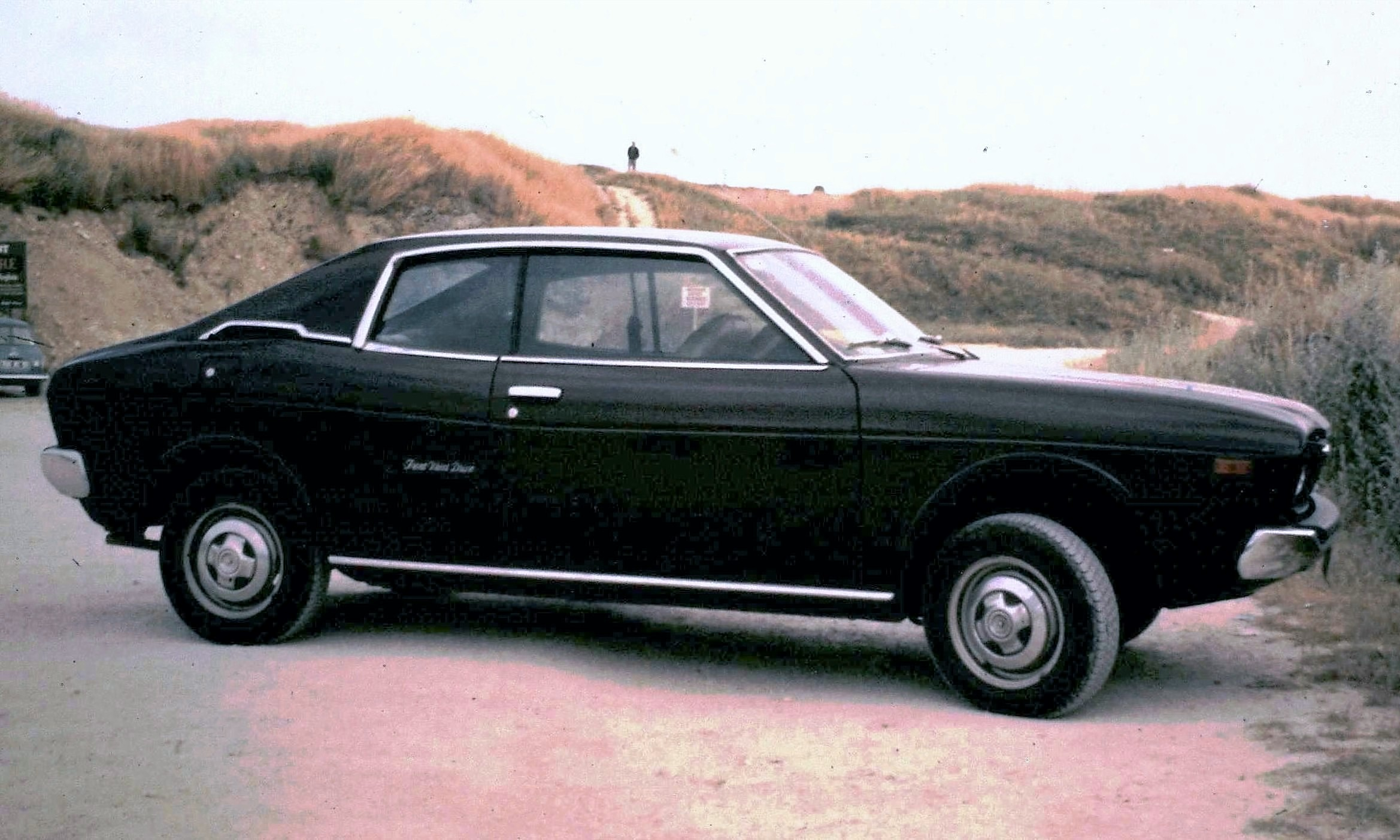
Subaru Leone coupé (1971-1979)
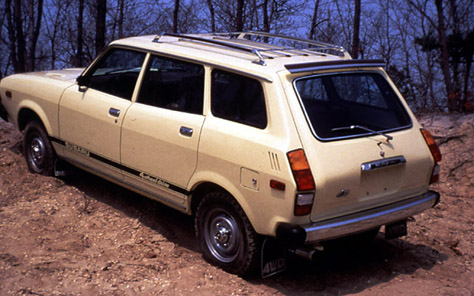
Subaru Leone stationcar (1971-1979)

De Leone was de eerste Subaru die naar Nederland werd geëxporteerd en was de opvolger van de Subaru 1000 uit 1966, een auto met (voor die tijd) opmerkelijke details als voorwielaandrijving en een aluminium boxermotor. De 1000 vormde de basis voor de Leone en latere L-serie. Subaru was een vrij kleine autoproducent met bescheiden productie-aantallen. Om nieuwe markten aan te boren introduceerde het merk in 1974 vierwielaandrijving, waarmee de auto's met name in bergachtige landen als Oostenrijk en Zwitserland populair werden. Vierwielaandrijving werd daarmee een handelsmerk van Subaru.
In het voorjaar van 1980 werd de tweede serie geïntroduceerd. Deze werd tot medio 1984 in de carrosserievarianten sedan, stationwagon en driedeurs hatchback aangeboden. De productie van de laatste variant ging door tot in het voorjaar van 1985 de L-serie coupé verscheen.

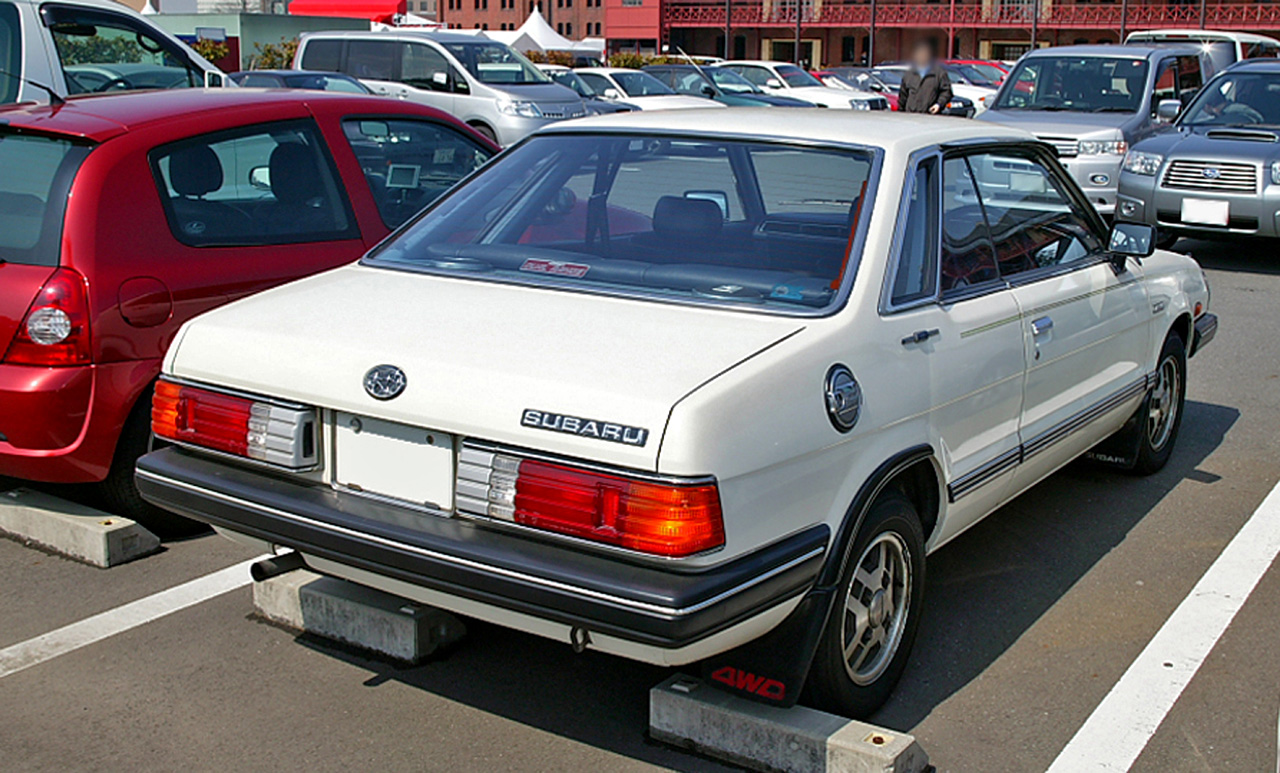
Subaru Leone II coupé (1979-1984)
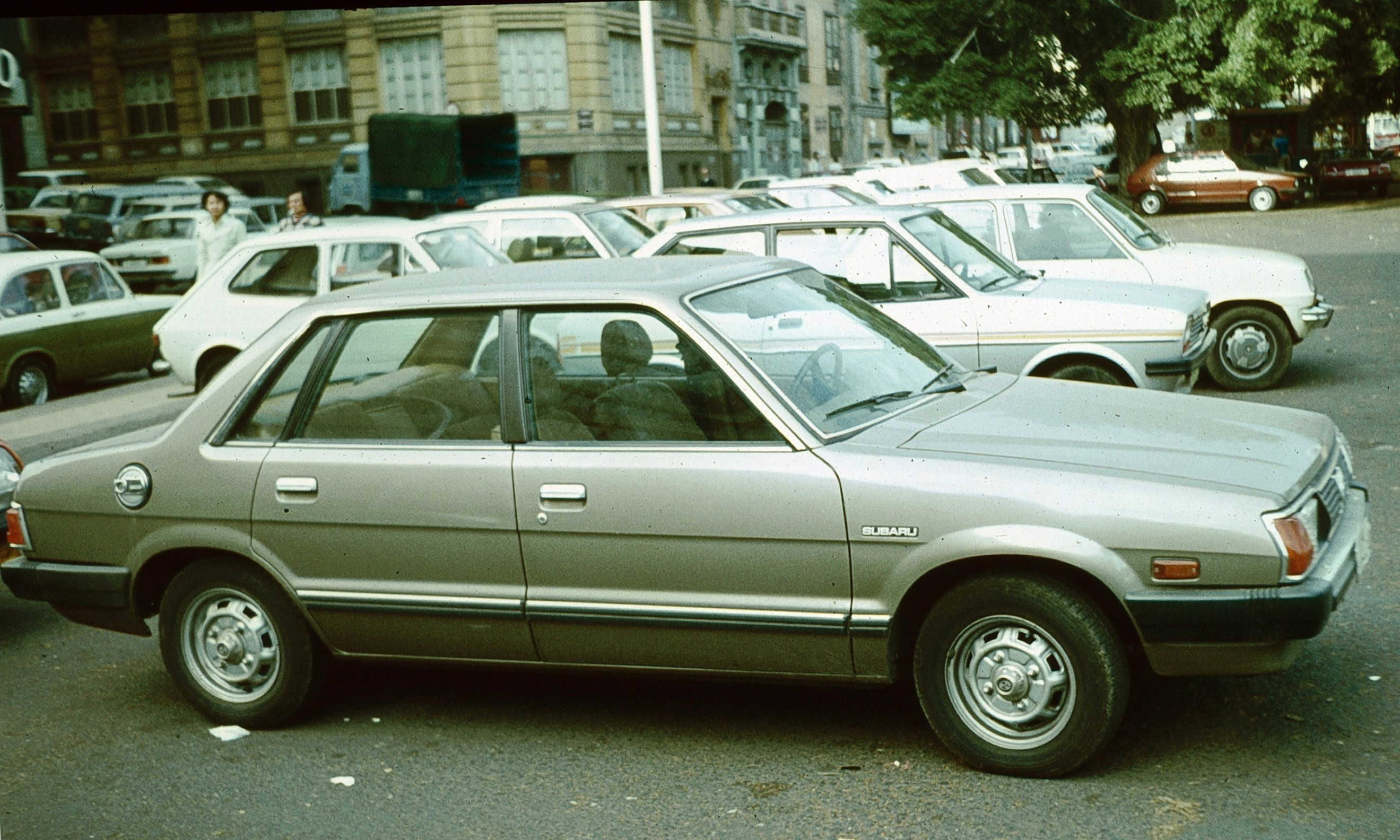
Subaru Leone II sedan (1979-1984)
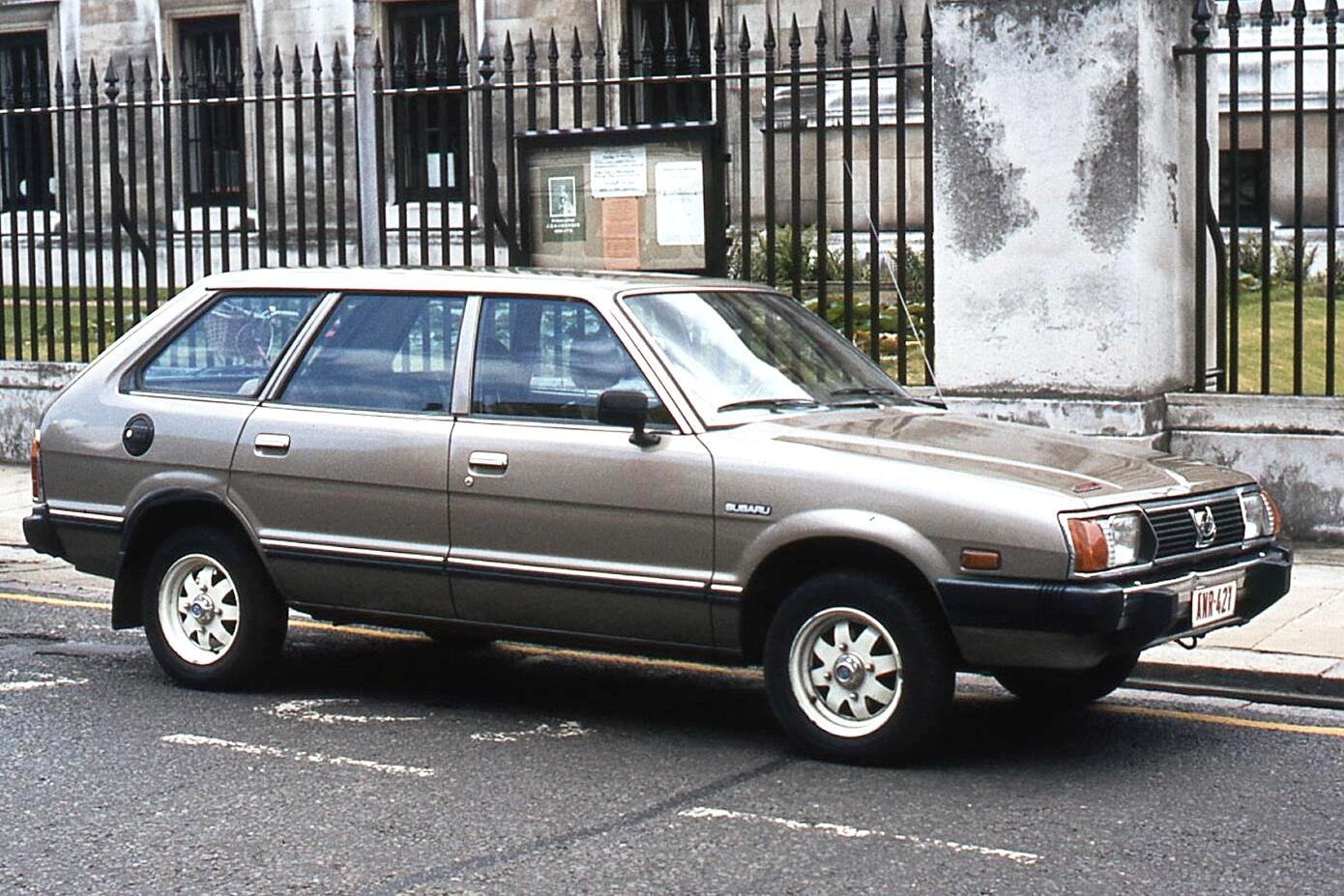
Subaru Leone II stationcar (1979-1984)
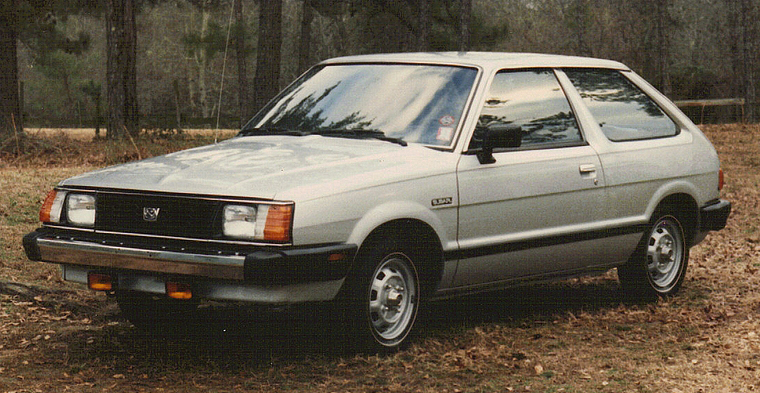
Subaru Leone II hatchback (1979-1985)

Van de laatste lichting Leones, ook verkocht als Subaru L-serie, is er een aantal uitvoeringen op de markt geweest, variërend van de 1.6dl tot aan de 1.8 turbo in verschillende carrosserieuitvoeringen, te weten een vierdeurs sedan, een vijfdeurs station en de driedeurs coupé.
De 1.8gl en de 1.8 turbo waren destijds ook leverbaar met vierwielaandrijving.

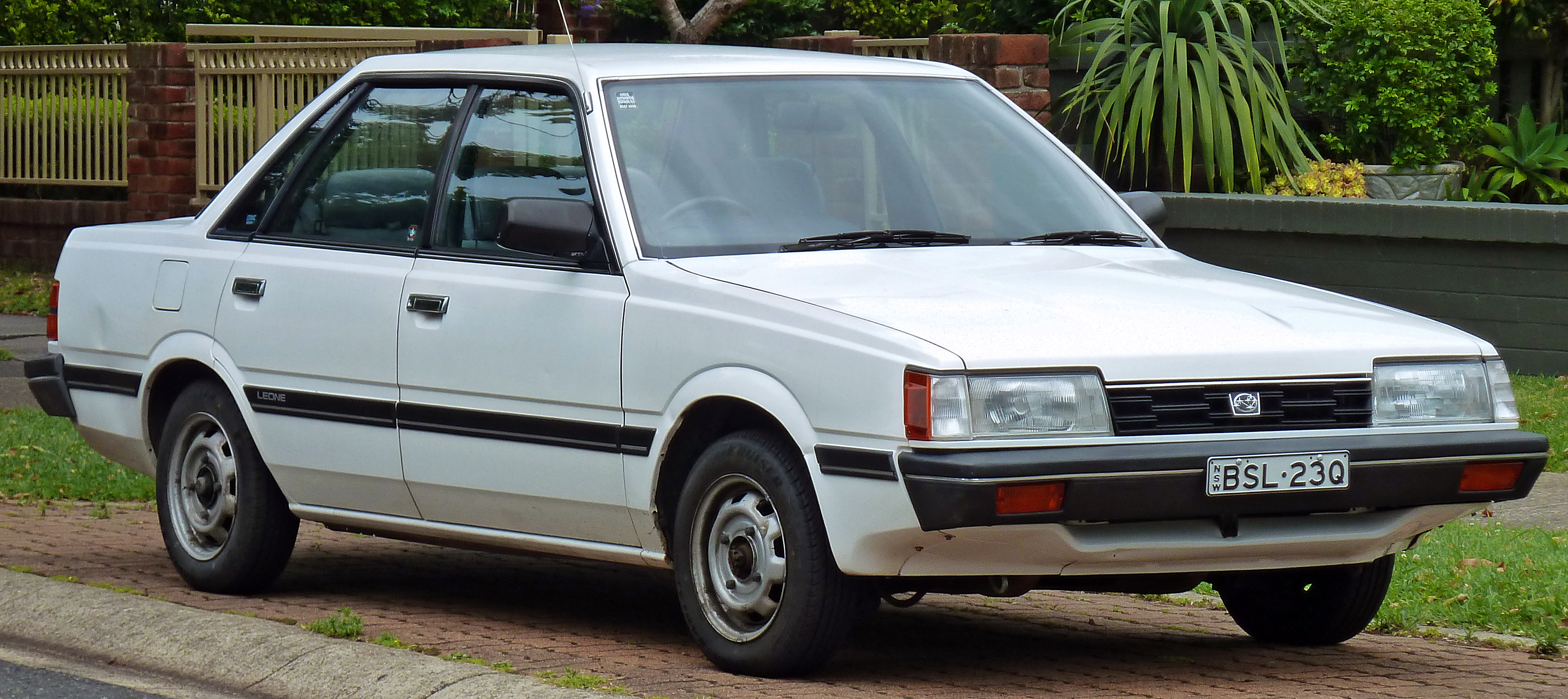
Subaru L-serie sedan (1984-1994)
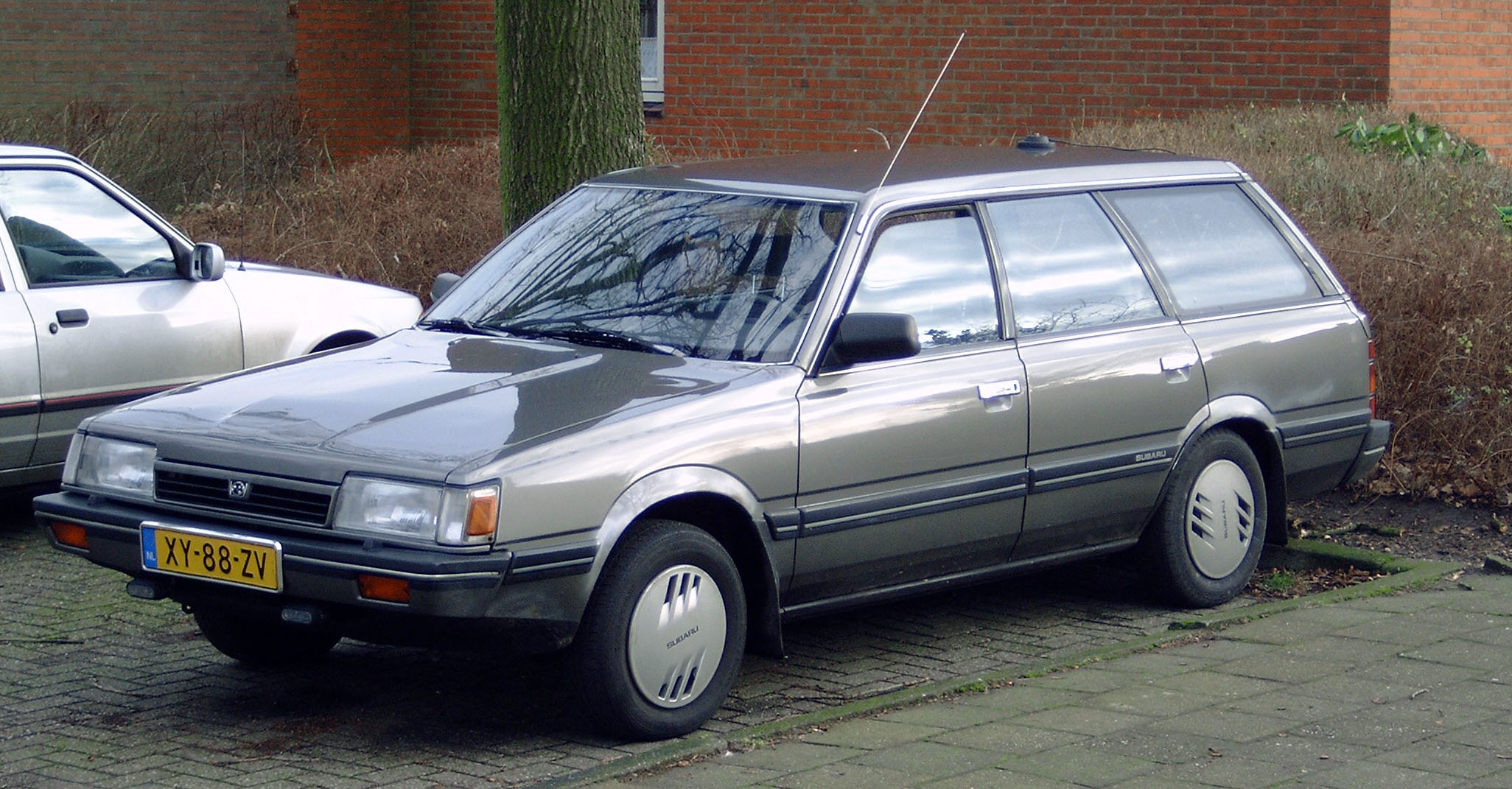
Subaru L-serie stationcar (1984-1994)
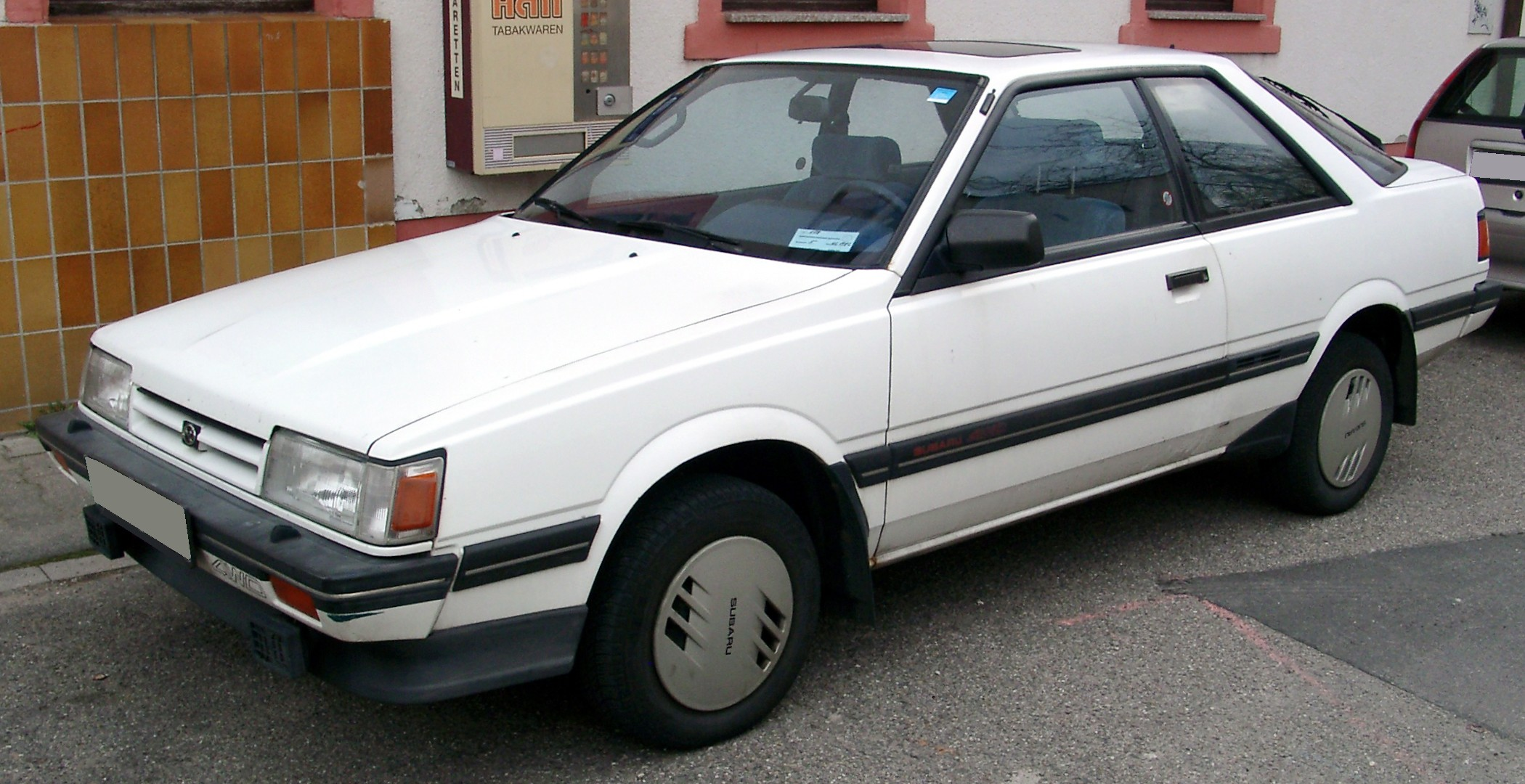
Subaru L-serie coupé (1984-1994)

Begin jaren negentig raakte de L-serie uit de tijd en werd beoordeeld als een gunstig geprijsde, uiterst degelijke maar niet meer zo moderne auto met over het algemeen vrij dorstige motoren. De rij-eigenschappen waren niet meer op het niveau van de (veel) modernere concurrentie. Als opvolger stond voor medio 1992 de Subaru Impreza op het programma.
In productie:
Impreza ·
WRX STi ·
XV · 
Forester ·
Levorg ·
Legacy ·
Outback ·
BRZ

Niet meer geproduceerd:
360 · 
Sambar · 
R-2 · 
Rex (Mini Jumbo) ·
Vivio ·
Exiga ·
Justy/G3X Justy ·
1000 ·
Traviq ·
Baja ·
E-wagon (Libero) · 
1500 ·
Leone · 
Trezia · 
XT · 
SVX ·
Tribeca

Conceptauto's:
Viziv ·
B5-TPH ·
Hybrid Tourer ·
B11S
Acura · Daihatsu · Honda · Infiniti · Lexus · Mazda · Mitsubishi · Mitsuoka · Nissan · Scion · Subaru · Suzuki · Toyota